# Bulbophyllum dunstervillei
Bulbophyllum dunstervillei är en orkidéart som beskrevs av Leslie Andrew Garay. Bulbophyllum dunstervillei ingår i släktet Bulbophyllum och familjen orkidéer. Inga underarter finns listade i Catalogue of Life.